# Johanniskirche (Bochum)
Die Johanniskirche war eine evangelische Kirche in Bochum. Sie befand sich an der Kreuzung von Untere Marktstraße und Bleichstraße. Die reformierte Kirche wurde am 7. September 1698 eingeweiht. Im Pfingstangriff 1943 auf Bochum wurde sie völlig zerstört. Sie wurde nicht wieder aufgebaut. Seit dem 15. Dezember 2018 erinnert eine Gedenkstele an sie.
Im Volksmund war die Kirche wegen der Form ihres Turms als Pfefferdose bekannt.